# Prosoplus toekanus
Prosoplus toekanus là một loài bọ cánh cứng trong họ Cerambycidae.